# Ia Peng
Ia Peng là một xã cũ thuộc huyện Phú Thiện, tỉnh Gia Lai, Việt Nam.
Xã Ia Peng có diện tích 18 km², dân số năm 2002 là 2.982 người, mật độ dân số đạt 166 người/km².

## Địa lý
Xã Ia Peng nằm ở phía Đông nam của huyện Phú Thiện, cách trung tâm huyện khoảng 10 km.
- Phía bắc giáp xã Ia Piar và xã Ia Yeng
- Phía nam giáp xã Chroh PơNan
- Phía đông giáp xã Ia Yeng
- Phía tây giáp Núi Chư Trol

## Lịch sử
Xã Ia Peng được thành lập theo Nghị định số 54/2002/NĐ-CP ngày 13 tháng 5 năm 2002 của Chính phủ.
Theo Nghị quyết số 1664/NQ-UBTVQH15 ra tháng 6 năm 2025, sáp nhập tỉnh Bình Định vào tỉnh Gia Lai. Giải thể huyện Phú Thiện, sáp nhập 3 xã của huyện: Chrôh Pơnan, xã Ia Hiao và xã Ia Peng thành xã Ia Hiao mới.

## Hành chính
Xã có 07 thôn, làng gồm: Thanh Trang, Thanh Bình, Bình Trang, Thống Nhất, Sô Ma Hang A, Sô Ma Hang B, Sô ma Rơng